# Royal Aircraft Establishment
El Royal Aircraft Establishment (RAE) fue un establecimiento de investigación británico, siendo conocido por varios nombres durante su historia, que finalmente cayó bajo la tutela del Ministerio de Defensa del Reino Unido (MoD), antes de que acabara perdiendo su identidad en fusiones con otras instituciones.
El primer emplazamiento fue en el Farnborough Airfield ("RAE Farnborough") en Hampshire, al que se le añadió el segundo asentamiento RAE Bedford (Bedfordshire) en 1946.
En 1988 fue renombrado como Royal Aerospace Establishment, antes de fusionarse con otras entidades de investigación para convertirse en parte de la nueva Agencia de Investigación de Defensa en 1991.

## Historia
En 1904-06, la Army Balloon Factory, que era parte la Escuela de Globos del Ejército, bajo el mando del Coronel James Templer, se trasladó desde Aldershot al borde de Farnborough Common para tener espacio suficiente para inflar el nuevo “globo dirigible” que entonces estaba en construcción. El lugar de Templer fue tomado por el Coronel John Capper y Templer mismo se retiró en 1908. Junto a los globos y dirigibles, la factoría también experimentó con las cometas de guerra de Samuel Franklin Cody y aeroplanos diseñados por Cody y por J. W. Dunne. En octubre de 1908, Cody realizó el primer vuelo de un aeroplano en Gran Bretaña, en Farnborough.
En 1909, los trabajos del Ejército sobre aeroplanos cesaron y la Factory pasó a estar bajo control civil. Capper fue reemplazado como Superintendente por Mervyn O'Gorman. En 1912, la Balloon Factory fue renombrada como Royal Aircraft Factory (RAF).
Su primer nuevo diseñador fue Geoffrey de Havilland, que más tarde fundó su propia compañía. Colegas posteriores incluyen a John Kenworthy, que llegó a ser ingeniero jefe y diseñador de la Austin Motor Company en 1918, y que fundó la Redwing Aircraft Co en 1930 (Flight International), y Henry Folland (más tarde diseñador jefe de la Gloster Aircraft Company, y fundador de su propia compañía Folland Aircraft). Uno de los diseñadores en el departamento de motores fue Samuel Heron, que más tarde inventó la válvula de asiento rellena de sodio, fundamental en la consecución de mayores niveles de potencia en los motores de pistón. Mientras estuvo en la RAF, Heron diseñó un motor radial que no fue capaz de construir durante su tiempo allí; sin embargo, una vez que dejó la RAF, se fue a Siddeley-Deasy, donde el diseño, el RAF 8, fue desarrollado como el Jaguar. Más tarde, Heron se trasladó a los Estados Unidos, donde trabajó en el diseño del Wright Whirlwind. Otros ingenieros incluyeron al Comandante F. M. Green, G. S. Wilkinson, James E. “Jimmy” Ellor, el profesor A. H. Gibson, y A. A. Griffith. Tanto Ellor como Griffith trabajarían más tarde para Rolls-Royce Limited.
En 1918, la Royal Aircraft Factory fue de nuevo renombrada, convirtiéndose en el Royal Aircraft Establishment (RAE) para evitar confusiones con la Real Fuerza Aérea (Royal Air Force), que fue formada el 1 de abril de 1918, y porque había renunciado a sus funciones de fabricación, para concentrarse en la investigación.
Durante la Segunda Guerra Mundial, el Marine Aircraft Experimental Establishment, entonces basado en Helensburgh, Escocia, estuvo bajo el control del RAE.
En 1946 comenzaron los trabajos para convertir RAF Thurleigh en RAE Bedford.
Ingenieros del Royal Aircraft Establishment inventaron una fibra de carbono de alta resistencia en 1963.
En 1961, se construyó la primera pista ranurada del mundo para reducir el aquaplaning. En 1965, una delegación estadounidense realizó una visita para ver el nuevo procedimiento de superficie y se inició un estudio por parte de la FAA y de la NASA.
El 1 de mayo de 1988, el RAE fue renombrado Royal Aerospace Establishment.
El 1 de abril de 1991, el RAE fue fusionado en la Agencia de Investigación de la Defensa (DRA), la nueva organización de investigación del Ministerio de Defensa. Luego, el 1 de abril de 1995, la DRA y otras organizaciones del Ministerio de Defensa se fusionaron para formar la Agencia de Evaluación e Investigación de la Defensa (DERA).
El emplazamiento de Bedford fue desactivado en 1994.
En 2001, la DERA fue privatizada parcialmente por el Ministerio de Defensa, resultando en dos organizaciones separadas, el estatal Laboratorio de Ciencia y Tecnología de la Defensa (DSTL), y la compañía privatizada QinetiQ.

## Royal Aircraft Factory

### Diseños de la Aircraft Factory
Entre 1911 y 1918, la Royal Aircraft Factory produjo una serie de diseños de aviones. La mayoría de ellos eran esencialmente aviones de investigación, pero unos pocos finalmente fueron producidos en masa, especialmente durante el periodo de guerra. Algunas órdenes fueron realizadas por la fábrica, pero la mayoría de la producción fue realizada por compañías privadas británicas, algunas de las cuales no habían construido aviones previamente.
Hasta alrededor de 1913, las letras de designación se referían a la disposición general del avión, derivada de un fabricante o diseñador famoso francés para ese modelo:
- S.E. = Santos Experimental (disposición canard o de cola delante).
- B.E. = Blériot Experimental (disposición tractora o hélice delante).
- F.E. = Farman Experimental (disposición propulsora o hélice detrás del piloto).

De 1913/14 en adelante, se cambió a una designación basada en la tarea para la que el avión había sido diseñado.
- A.E. = Armed or Armoured Experimental (Armado o Blindado Experimental).
- C.E. = Coastal Experimental (Costero Experimental).
- F.E. = Fighting Experimental (Caza Experimental, aunque permanecían como “Farman” en el sentido de ser propulsores).
- N.E. = Night Experimental (Nocturno Experimental).
- R.E. = Reconnaissance Experimental (Reconocimiento Experimental, máquinas biplaza).
- S.E. = Scout Experimental (Explorador Experimental, aviones rápidos monoplaza).

El B.S.1 de 1913 fue una anomalía única, combinando ambos sistemas: Blériot (tractor) Scout (explorador).
R.T. y T.E. también fueron designaciones usadas para prototipos únicos.

### Diseños producidos

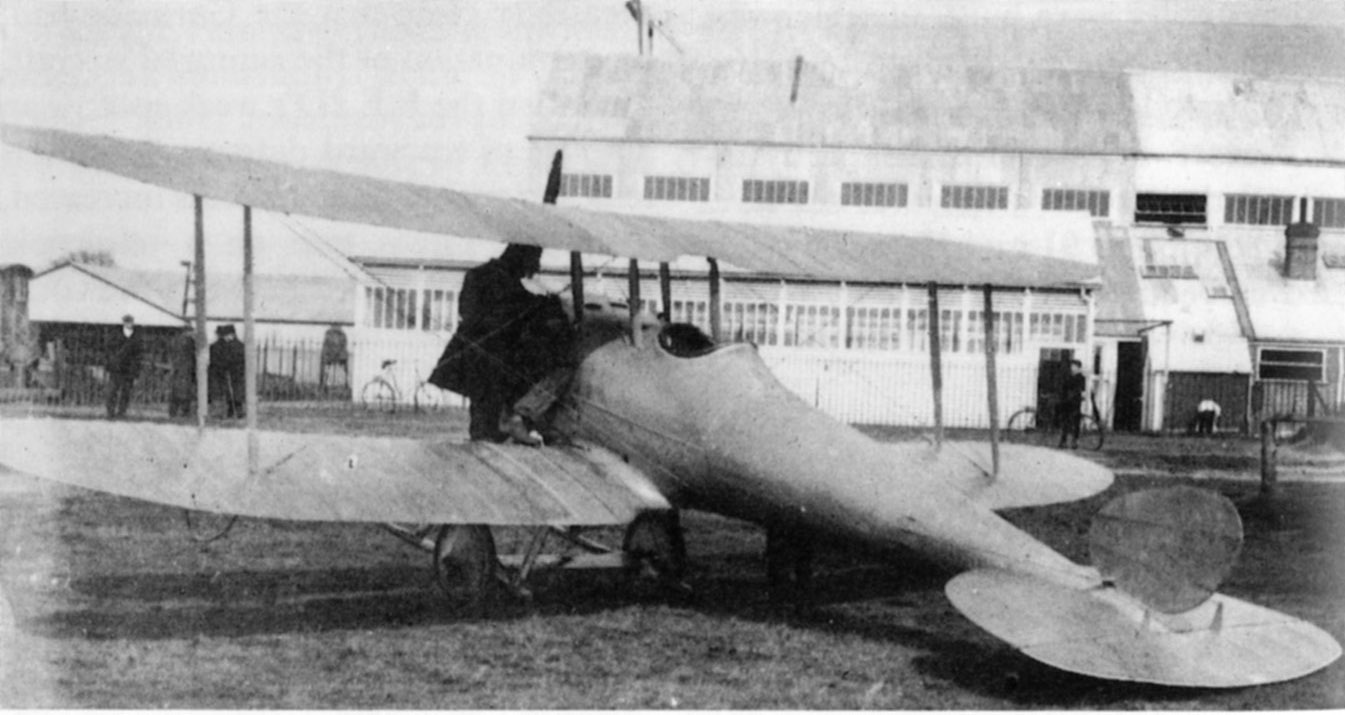
Royal Aircraft Factory B.S.1 en 1913.

Varios aviones fueron producidos durante la época de la Army Balloon Factory. Se incluyen los dirigibles y los diseños de Cody y Dunne.
Las posteriores designaciones de modelo de la Royal Aircraft Factory son inconsistentes y confusas. Por ejemplo, la designación F.E.2 se refiere a tres modelos bastante distintos, con solo la misma disposición en común: el F.E.2 (1911), el F.E.2 (1913), y finalmente el famoso diseño biplaza de caza y de propósitos generales de la guerra, el F.E.2 (1914). Este último avión fue uno de los que entró en producción, y tuvo tres variantes principales: la F.E.2a, la F.E.2b y la F.E.2d. Por si no fuera suficiente, existe el F.E.2c; esta fue una descripción genérica en lugar de un subtipo propiamente dicho, y se refiere a varias conversiones únicas de F.E.2b que intercambiaron experimentalmente las posiciones de los asientos del piloto y del observador.
El B.E.1 era básicamente el prototipo de los primeros B.E.2, pero el B.E.2c era casi completamente un nuevo aeroplano, con poco en común con los anteriores modelos B.E.2, aparte del motor y del fuselaje. Por otro lado, los B.E.3 a B.E.7 eran, en efecto, prototipos de trabajo para el B.E.8, y eran muy similares en diseño, con modificaciones progresivas menores en la forma que sufrieron muchos aviones durante su producción. El B.E.8a era, como mínimo, tan diferente del B.E.8 como del B.E.7.
El S.E.4a no tenía nada en común con el S.E.4, mientras que el S.E.5a era simplemente una producción tardía del S.E.5 con un motor más potente.
Varios de los primeros diseños de la RAF fueron oficialmente "reconstrucciones" de aviones existentes, porque inicialmente la factoría no estaba autorizada de forma oficial para construir aviones de su propio diseño. En muchos casos, el modelo en cuestión no usaba piezas de los restos a reconstruir, y en algunos casos, ni siquiera el motor.
| - British Army Dirigible No 1 Nulli Secundus—1907 - Nulli Secundus II—1908 - British Army airship Beta–1910 - Dunne D.1–1907 - British Army Aeroplane No 1 (Cody)–1908 - Dunne D.3 - Dunne D.4 - Royal Aircraft Factory S.E.1—1911 - Royal Aircraft Factory F.E.1—1911 - Royal Aircraft Factory F.E.1—1911 - Royal Aircraft Factory B.E.1—1911 - Royal Aircraft Factory B.E.2—1912 - Royal Aircraft Factory B.E.3—1912 - Royal Aircraft Factory B.E.4—1912 - Royal Aircraft Factory F.E.3—1913 | - Royal Aircraft Factory B.E.7—1913 - Royal Aircraft Factory S.E.2—1913 - Royal Aircraft Factory R.E.1—1913 - Royal Aircraft Factory R.E.2—1913 - Royal Aircraft Factory B.E.8—1913 - Royal Aircraft Factory R.E.3—1913 - Royal Aircraft Factory H.R.E.2—1913 - Royal Aircraft Factory F.E.2—1914 - Royal Aircraft Factory S.E.2—1914 - Royal Aircraft Factory R.E.5—1914 - Royal Aircraft Factory S.E.4—1914 - Royal Aircraft Factory F.E.6—1914 - Royal Aircraft Factory R.E.7—1915 - Royal Aircraft Factory B.E.12—1915 - Royal Aircraft Factory B.E.9—1915 | - Royal Aircraft Factory F.E.8—1915 - Royal Aircraft Factory S.E.4a—1915 - Clase SS–1915 - Royal Aircraft Factory F.E.4 – 1916 - Royal Aircraft Factory F.E.10–1916 - Royal Aircraft Factory R.E.7–1916 - Royal Aircraft Factory R.E.8 –1916 - Royal Aircraft Factory R.E.9—1916 - Royal Aircraft Factory S.E.5—1916 - Royal Aircraft Factory S.E.5a—1917 - Royal Aircraft Factory F.E.9—1917 - Royal Aircraft Factory N.E.1—1917 - Royal Aircraft Factory A.E.3—1918 - Royal Aircraft Factory C.E.1—1918 - Royal Aircraft Factory Ram—1918 |

### Motores
| - RAF 1 - RAF 2 - RAF 3 | - RAF 4 - RAF 5 - RAF 8 |

### Controversia
En el momento del “Azote Fokker” de 1915, hubo una campaña de prensa contra la estandarización de los modelos de la Royal Aircraft Factory en el Real Cuerpo Aéreo, y supuestamente a favor de superiores diseños disponibles de los departamentos de diseño de firmas privadas británicas. Lentamente ganó fuerza, especialmente debido al hecho innegable de que el B.E.2c y el B.E.2e fueron mantenidos en producción y en servicio mucho después de que fueran declarados obsoletos, y de que los B.E.12 y B.E.12a fueran indiscutibles fracasos. Algunas de estas críticas fueron prejuiciosas y estaban mal informadas.
Algunos historiadores de aviación continúan perpetuando el menosprecio resultante del importante trabajo experimental de la Factory durante ese periodo, y la exageración de los fracasos de los modelos de producción de la misma, algunos de los cuales fueron descritos en términos sensacionalmente despectivos.
Un moderno punto de vista, algo más “pro-Factory”, se puede encontrar en varios de los volúmenes del War Planes of the First World War, de J. M. Bruce-MacDonald, Londres, 1965.

## Cambios
Tras la finalización de la Primera Guerra Mundial, el diseño y desarrollo de modelos de avión finalizó (aunque se continuaron los trabajos en investigación general, y en el desarrollo de misiles). La investigación incluyó pruebas de túnel de viento y otras investigaciones aeronáuticas, áreas que ofrecían raras oportunidades para las mujeres en los campos de CTIM en esa época, con ejemplos que incluyen a Frances Bradfield, que trabajó en el RAE durante toda su carrera, desde 1919 hasta su retiro; Johanna Weber, una matemática alemana que se unió al RAE después de la Segunda Guerra Mundial, como parte de la Operación Surgeon para aprovechar a los investigadores y técnicos aeronáuticos alemanes y que los llevó al Reino Unido; y Beatrice Shilling, que inventó el Orificio de Miss Shilling, que mejoró las prestaciones del motor de los cazas Hurricane y Spitfire de la RAF durante la Batalla de Inglaterra, como parte de un más amplio esfuerzo en el RAE sobre los problemas de motor de los aviones durante la Segunda Guerra Mundial.
En 1930, el RAE desarrolló el Robot Air Pilot, un piloto automático que usaba un giroscopio y controles de vuelo que funcionaban por aire comprimido.
Los aviones que fueron desarrollados y probados en el RAE incluyen al Hawker Siddeley Harrier y al Concorde.

### Aviones
- RAE Hurricane
- RAE Scarab
- RAE Zephyr

### Misiles
- RAE Target: Proyecto de misil superficie-superficie de principios de los años 20.
- RAE Larynx: Avión sin piloto de 1927, misil antibuque superficie-superficie.
- Misil Malkara.

### Cohetes

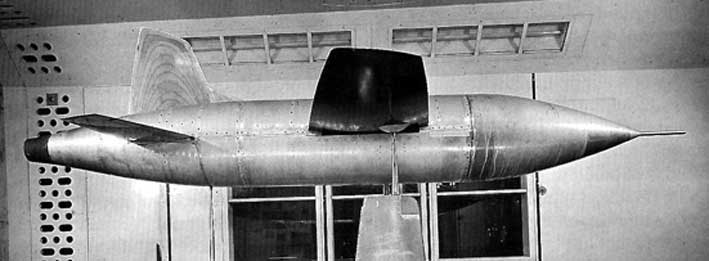
Una maqueta del Miles M.52 realizando pruebas en el túnel de viento supersónico en el RAE, alrededor de 1946.

A finales de los años 50 y durante los 60, se realizaron trabajos en el RAE sobre varios proyectos de cohetes (todos fueron abandonados finalmente).
- RAE-Vickers Transonic Research Rocket
- Black Arrow
- Black Prince
- Black Knight
- Jaguar
- Skylark

### Satélites espaciales
- Orba X-2
- Prospero X-3

## Uso actual del emplazamiento de Farnborough

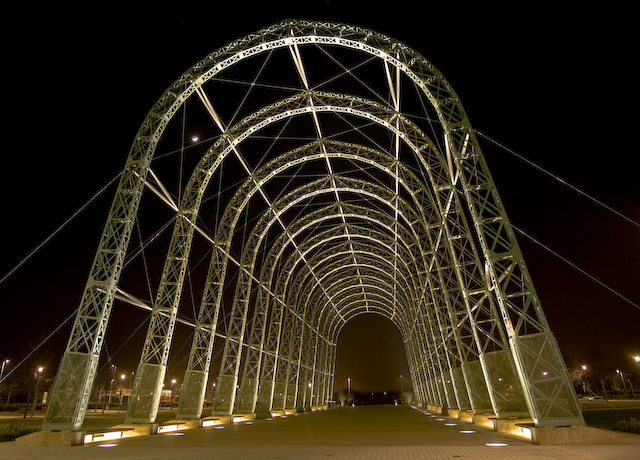
Hangar de dirigibles reconstruido en IQ Farnborough.

El antiguo emplazamiento RAE Farnborough estaba ocupado (en 2011) por:
- El Farnborough Airport.
- QinetiQ.
- Almacenes, hoteles, oficinas, etcétera. El IQ Farnborough incluye varios edificios reformados ex-RAE.
- El museo del Farnborough Air Sciences Trust (FAST), que tiene varios aviones ex-RAE y otras exhibiciones.
- Subdivisión de Investigación de Accidentes Aéreos.

La Biblioteca Nacional Aeroespacial (NAL), localizada en el antiguo edificio de Aerodinámica de Armas (Q134 Building) tiene una colección de más de 2500 informes técnicos producidos por el RAE.
El histórico emplazamiento y fábrica de Farnborough alberga tres túneles de viento principales, el túnel de viento de baja de velocidad de 24 pies (Q121 Building), construido a principios de los años 30, el túnel de viento de baja velocidad n.º 2 de 11,5 pies (R136 Building) y el túnel de viento transónico de 8x6 pies dentro del R133 Building, que fue encargado originalmente a principios de los años 40 como un túnel de alta velocidad subsónica de 10x7 pies, pero que fue convertido a mitad de los años 50. El más pequeño túnel transónico de 2x1,5 pies está albergado en el R133 Building, mientras que el R52 Building contiene el restante túnel de viento de baja turbulencia de 4x3 pies. El R52 Building había albergado previamente dos de los primeros túneles de baja velocidad de 10x7 pies en naves separadas, que fueron reemplazados por los túneles No. 1 de 11,5 pies y de 4x3 pies, respectivamente. El primero permanece operativo en la Universidad de Southampton. El R52 Building había contenido previamente un túnel abierto de baja velocidad a reacción de 5 pies, construido originalmente como prototipo subescalado del mayor túnel de 24 pies, pero finalmente fue modificado para su uso como instalación de medición de ruidos. Tanto el Q121 como el R133 son actualmente edificios clasificados como de Grado I.
Al oeste de la instalación de Farnborough está el túnel de viento presurizado de baja velocidad de 5 m, que fue encargado a finales de los años 70. Esta instalación permanece operativa por QinetiQ, principalmente para el desarrollo y pruebas de sistemas de alta sustentación de aeronaves.

## Apariciones en la ficción
El héroe de la novela No Highway de 1948 de Nevil Shute es un excéntrico “cerebrito” en Farnborough, que predice la fatiga del metal en un nuevo avión comercial británico, el “Rutlan Reindeer”. Los Comet fracasaron justo por esta razón en 1954, aunque en el caso del Comet I, el problema estaba en la estructura metálica alrededor de las ventanas cuadradas, mientras que el punto de fallo en el avión Reindeer estaba en la estructura de las uniones del fuselaje trasero con el empenaje. Una versión cinematográfica de la novela, No Highway in the Sky, aparecida en 1951, fue protagonizada por James Stewart. Stewart se preparó para el papel imitando a Fred Jones OBE, un cofundador de la Sección de Accidentes del RAE. Jones fue más tarde jefe de la Sección de Estructuras (antiguamente Sección de Aeronavegabilidad) desde 1957 hasta 1980.